# Karl Sigismund Kunth
Karl Sigismund Kunth (Lipsia, 18 giugno 1788 – Berlino, 22 marzo 1850) è stato un botanico tedesco.
Kunth trascorse 24 anni della sua vita lavorativa ad analizzare i campioni, che Alexander von Humboldt ed Aimé Bonpland avevano raccolto durante il loro viaggio in Sudamerica.

## Biografia
Nato a Lipsia ed impiegato presso un commerciante di Berlino, fece conoscenza con Alexander von Humboldt, che risvegliò in lui l'interesse per la botanica e che lo aiutò a poter frequentare i corsi presso l'Università di Berlino. Prima aveva frequentato la Thomasschule di Lipsia.
Dal 1813 al 1819 studiò a Parigi presso il Museo nazionale di storia naturale di Francia e curò i rapporti con i botanici francesi del tempo. Là si occupò dell'analisi e della classificazione dei campioni della raccolta di Humboldt, con il quale condivise anche un'abitazione. Con la sua opera Nova genera et species plantarum quas in peregrinatione ad plagam aequinoctialem orbis novi collegerunt Bonpland et Humboldt, fu uno dei primi a categorizzare la flora del continente americano.
Nel 1820 rientrò a Berlino, divenne professore di botanica presso l'Università e vicedirettore dell'Orto botanico. Nel 1829 venne accolto come membro dell'Accademia delle Scienze ed intraprese un viaggio di tre anni nel Sudamerica, che lo portò a visitare Colombia, Brasile, Cile, Perù, Venezuela, America Centrale e i Caraibi.
Nel 1850, a causa di una lunga e dolorosa malattia, Kunth si tolse la vita.
Dopo la sua morte il governo prussiano acquistò la sua raccolta botanica. Successivamente la sua salma venne inumata nell'Orto botanico di Berlino.

## Opere (selezione)
- (LA) Flora berolinensis, sive Enumeratio vegetabilium circa Berolinum sponte crescentium, Berlino, 1813.
- (LA) Nova genera et species plantarum quas in peregrinatione ad plagam aequinoctialem orbis novi collegerunt Bonpland et Humboldt, 7 volumi, Parigi, 1815–1825.
- (FR) Les mimosées et autres plantes légumineuses du nouveau continent, 1819.
- (LA) Synopsis plantarum quas in itinere ad plagam aequinoctialem orbis novi collegerunt Humboldt et Bonpland, 1822–1823.
- (FR) Les graminées de l'Amérique du Sud, 2 volumi, 1825–1833.
- (DE) Handbuch der Botanik, Berlino, 1831.
- (LA) Enumeratio plantarum omnium hucusque cognitarum, secundum familias naturales disposita, adjectis characteribus, differentiis, et synonymis, Stoccarda, 1833–1850. URL consultato l'11 gennaio 2014 (archiviato dall'url originale l'11 gennaio 2014).
- (LA) Flora berolinensis sive Enumeratio vegetabilium circa Berolinum sponte crescentium secundum familias naturales disposita, Berlino, 1838.
- (DE) Lehrbuch der Botanik, 1847.
- (FR) Les melastomees et autres plantes legumineuses de l'Amerique du Sud, 1847–1852.

| Kunth è l'abbreviazione standard utilizzata per le piante descritte da Karl Sigismund Kunth. Consulta l'elenco delle piante assegnate a questo autore dall'IPNI. |